# Juan Ignacio Latorre
Juan Ignacio Latorre Riveros (Santiago, 24 de marzo de 1978) es un psicólogo, académico y político chileno,  militante del Frente Amplio y expresidente de Revolución Democrática. Actualmente se desempeña como senador de la República por la 6.ª Circunscripción, correspondiente a la Región de Valparaíso. Preside la Comisión de Medio Ambiente e integra las comisiones de Salud y Zonas Extremas del Senado de la República de Chile.

## Biografía

### Familia y estudios
Nació en Santiago de Chile, el 24 de marzo de 1978. Es hijo de Dagoberto Latorre Aguayo —exmilitante de la agrupación política Movimiento de Acción Popular Unitaria (MAPU) y exdirector de la CORFO en la Región de Valparaíso— y de la psicóloga Blanca Riveros Soto.
Realizó sus estudios primarios y secundarios en el Liceo B-64 de La Reina (1984-1990) y el Colegio San Agustín (1991-1995), ambos de la Región Metropolitana de Santiago. Continuó sus estudios superiores en la Universidad Central de Chile, entre 1996 y 2003, donde se tituló de psicólogo.
Entre los años 2008 y 2011 cursó un máster en Políticas Sociales y Mediación Comunitaria, en la Universidad Autónoma de Barcelona, y un máster en Gestión Pública, en la Universidad Autónoma de Barcelona y la Universidad de Barcelona, junto a un Posgrado en Economía Cooperativa, en la Universidad Autónoma de Barcelona. Es candidato a Doctor en Políticas Públicas y transformación social, del Instituto de Gobierno y Políticas Públicas de la Universidad Autónoma de Barcelona. Su tema de investigación es: «Regímenes de bienestar y su relación con la calidad de la Democracia en América Latina».

### Carrera laboral
Entre los años 2011 y 2017 ejerció la docencia universitaria en la Cátedra de Economía Social y Solidaria y del Magíster Ética Social y Desarrollo Humano, y en la Cátedra Economía Social y Desarrollo Sostenible, en la Universidad Alberto Hurtado. Al momento de ser electo como senador, era director del Centro de Ética y Reflexión Social (CREAS) Francisco Vives, y director del Diplomado en Economía Social y Comercio Justo, de la misma casa de estudios.
En el ejercicio de su carrera profesional, ha puesto énfasis en promoción de la economía solidaria, el cooperativismo, finanzas éticas, comercio justo, responsabilidad social universitaria, migración, etc. Entre 1998 y 2000, se desempeñó como Director de la Hospedería de Niños en situación de calle del Hogar de Cristo. Entre los años 2004 y 2006, ejerce su profesión en el Centro de Rehabilitación de la Fundación Paréntesis del Hogar de Cristo, y a partir del 2006 hasta el 2008, fue coordinador de Formación en la ONG Educación Popular Latinoamericana, perteneciente a la red de escuelas y colegios emplazados en sectores populares Fe y Alegría.

## Trayectoria política y pública
Inicia su trayectoria política en el año 2009, al colaborar con la candidatura presidencial de Jorge Arrate, sumándose el 2011 al Movimiento Amplio de Izquierda (MAIZ), formado posteriormente por el excandidato presidencial.
El año 2013, colaboró como voluntario en la campaña a la Cámara de Diputados del entonces candidato Giorgio Jackson. Ese mismo año pasó a militar en Revolución Democrática, participando en la Comisión de Nuevo Modelo de Desarrollo, en temas laborales y previsionales.
En el año 2016, fue coordinador del Equipo de Formación Política y en la Coordinadora Previsional; luego de las marchas convocadas por el Movimiento No+AFP. También ha colaborado con la Mesa Programática del Frente Amplio. En este mismo año, su partido, decide en su Congreso Estratégico, disputar todos los espacios institucionales por medio de diversas candidaturas, poniéndose a su disposición para competir donde se necesitara. Siendo así, el partido le solicita asumir una candidatura al Senado por la 6.ª Circunscripción Senatorial, correspondiente a la Región de Valparaíso.
En las elecciones parlamentarias del 19 de noviembre de 2017, fue elegido con 30 528 votos, equivalentes al 4,60 % de los sufragios.
Desde el 21 de marzo de 2018 y hasta el 18 de marzo de 2020, integró la Comisión Permanente de Educación y Cultura, siendo su presidente desde 18 de marzo de 2019 al 18 de marzo del año siguiente. Además, a partir de la primera fecha citada, integra la Comisión Permanente de Derechos Humanos, Nacionalidad y Ciudadanía, y la Especial de Zonas Extremas y Territorios Especiales.
El 23 de marzo de 2020, pasó a formar parte de la Comisión Permanente de Vivienda y Urbanismo.
El 10 de julio de 2022, se convirtió en el nuevo presidente de Revolución Democrática, luego de que la lista única “RD para un nuevo Chile”, que se presentaba a la Directiva Nacional del partido, fuera ratificada con un 88,5% de los votos.
El 13 de marzo de 2024 el senador Latorre llamó a presentar alegatos ante el Tribunal Constitucional  para que isapres devuelvan cobros excesivos y cumplan fallo de la Corte Suprema.7

## Historial electoral

### Elecciones parlamentarias de 2017
- Elecciones parlamentarias de 2017 para senador por la 6.ª Circunscripción (Región de Valparaíso)[8]

| Candidato                     | Pacto                    | Partido | Votos   | %    | Resultados |
| ----------------------------- | ------------------------ | ------- | ------- | ---- | ---------- |
| Francisco Chahuán Chahuán     | Chile Vamos              | RN      | 150 031 | 22.6 | Senador    |
| Ricardo Lagos Weber           | La Fuerza de la Mayoría  | PPD     | 74 015  | 11.2 | Senador    |
| Andrea Molina Oliva           | Chile Vamos              | UDI     | 64 668  | 9.7  |            |
| Isabel Allende Bussi          | La Fuerza de la Mayoría  | PS      | 59 147  | 9.0  | Senadora   |
| Lily Pérez San Martín         | Sumemos                  | AMPL    | 35 493  | 5.4  |            |
| Ignacio Walker Prieto         | Convergencia Democrática | DC      | 30 827  | 4.7  |            |
| Juan Ignacio Latorre Riveros  | Frente Amplio            | RD      | 30 528  | 4.6  | Senador    |
| Gaspar Rivas Sánchez          | Independiente            | IND     | 29 423  | 4.4  |            |
| Mónica Valencia Becerra       | Frente Amplio            | PI      | 26 655  | 4.0  |            |
| Nelson Ávila Contreras        | La Fuerza de la Mayoría  | PRSD    | 23 220  | 3.5  |            |
| Octavio González Ojeda        | Frente Amplio            | PH      | 22 999  | 3.5  |            |
| Marco Antonio Núñez Lozano    | La Fuerza de la Mayoría  | PPD     | 19 788  | 3.0  |            |
| Aldo Cornejo González         | Convergencia Democrática | PDC     | 16 381  | 2.5  |            |
| Kenneth Pugh Olavarría        | Chile Vamos              | IND-RN  | 14 241  | 2.1  | Senador    |
| Francisco Bartolucci Johnston | Chile Vamos              | UDI     | 9446    | 1.4  |            |